# أندريا لي (مؤلفة)
أندريا لي (بالإنجليزية: Andrea Lee)‏ (1953، فيلادلفيا في الولايات المتحدة)؛ كاتِبة وروائية أمريكية. درست في جامعة هارفارد.